# Бромгексин
Бромгексин (англ. Bromhexine, лат. bromhexinum) — синтетичний препарат, що за хімічною структурою є заміщеним бензиламіном, та належить до групи муколітичних і відхаркувальних препаратів, що застосовується перорально, парентерально та інгаляційно. Бромгексин синтезовано на основі дослідження алкалоїду рослини Adhatoda vasica вазицину, який давно застосовувався жителями країн Азії як відхаркувальний засіб. Уперше бромгексин отримано в лабораторії німецької компанії «Boehringer Ingelheim» і схвалений до застосування в 1963 році під торговельною назвою «Бісольвон». Після дослідження бромгексину виявлено, що його метаболіт амброксол має вищу активність, ніж сам бромгексин. Після встановлення цього факту амброксол був також синтезований як самостійний лікарський препарат у лабораторії компанії «Boehringer Ingelheim», і ці два препарати застосовуються дотепер у клінічній практиці.

## Фармакологічні властивості
Бромгексин — синтетичний препарат, який за хімічною структурою є заміщеним бензиламіном, і належить до групи муколітиків та відхаркувальних препаратів. Механізм дії препарату полягає в деполімеризації та руйнуванні кислих мукополісахаридів бронхіального секрету; посиленням секреції глікопротеїнів, що мають у складі нейтральні мукополісахариди; активації руху війок миготливого епітелію дихальної системи; шляхом безпосереднього впливу на ІІ тип пневмоцитів у альвеолах і на клітини бронхіол сприяє стимуляції виділення легеневого сурфактанту. Усі ці ефекти призводять до полегшення відходження мокротиння без суттєвого збільшення його кількості та зменшення кашлю. Бромгексин має здатність стимулювати місцевий імунітет шляхом підвищення активності макрофагів і підвищенню концентрації IgA. При застосуванні препарату спостерігається підвищення концентрації в легеневій тканині бета-лактамних антибіотиків, макролідів, доксицикліну та сульфаніламідних препаратів без зменшення концентрації антибіотиків у крові. Клінічна ефективність бромгексину при пероральному прийомі найчастіше досягається від 4—6 доби від початку застосування препарату. Слід зазначити, що 2007 року при проведенні клінічних досліджень з ефективності застосування бромгексину та інших муколітиків не було виявлено достатнього клінічного підтвердження ефективності цих препаратів при лікуванні кашлю, що є симптомом пневмонії. Однією з переваг бромгексину є можливість призначення препарату в різних лікарських формах і методах застосування — перорально, парентерально (внутрішньовенно або внутрішньом'язово) та інгаляційно.

### Фармакодинаміка
Бромгексин добре всмоктується та розподіляється в організмі після перорального застосування, але біодоступність препарату складає 25 % у зв'язку з ефектом першого проходження через печінку. Після проходження через печінку більшість препарату метаболізується до активної похідної — амброксолу. Бромгексин добре зв'язується з білками плазми крові. Максимальна концентрація в крові досягається протягом 0,5—1 год після прийому препарату. Бромгексин добре розподіляється в організмі. Препарат проходить через гематоенцефалічний бар'єр, через плацентарний бар'єр і виділяється в грудне молоко. Метаболізується бромгексин у печінці з утворенням як активних, так і неактивних метаболітів. Виводиться препарат з організму нирками переважно у вигляді метаболітів. Період напіввиведення бромгексину з плазми крові складає 1 год, термінальний період напіввиведення становить 15 год у зв'язку з повільною зворотною дифузією з тканин організму. Період напіввиведення препарату при печінковій та нирковій недостатності, при тривалому застосуванні бромгексину може спостерігатися його кумуляція в організмі.

## Показання до застосування
Бромгексин застосовується при гострих та хронічних захворюваннях дихальної системи як у дорослих, так і дітей, що пов'язані з порушеннями бронхіальної секреції — гострий та хронічний бронхіт, бронхоектатична хвороба, трахеїти, пневмоконіоз, пневмонії, бронхіальна астма, туберкульоз легень; для посилення виділення рентгеноконтрастних препаратів після бронхографії; для профілактики та лікування ускладнень дихальної системи після проведення операцій.

## Побічна дія
При застосуванні бромгексину можуть спостерігатися наступні побічні ефекти:
- Алергічні реакції — нечасто (0,1—1 %) еритема шкіри, висипання на шкірі, свербіж шкіри, кропив'янка, гарячка; дуже рідко (менше 0,01 %) набряк Квінке, синдром Стівенса-Джонсона та анафілактичні реакції.
- З боку травної системи — при тривалому прийомі диспептичні явища, нудота, блювання, діарея; дуже рідко (менше 0,01 %) загострення виразкової хвороби, підвищення активності амінотрансфераз у крові.
- З боку нервової системи — нечасто (0,1—1 %) головний біль, запаморочення.
- З боку дихальної системи — нечасто (0,1—1 %) диспное, риніт, бронхоспазм, посилення кашлю.

## Протипокази
Бромгексин протипоказаний при підвищеній чутливості до препарату, у І триместрі вагітності, дітям до 3 років, при загостенні виразкової хвороби шлунку та дванадцятипалої кишки та станах, при яких спостерігається легенева кровотеча. З обережністю застосовують препарат при захворюваннях дихальної системи, що супроводжуються надмірним скопиченням мокротиння в бронхах, печінковій або нирковій недостатності і годуванні грудьми.

## Форми випуску
Бромгексин випускається у вигляді таблеток по 0,004 та 0,008 г; драже по 0,004; 0,008 та 0,012 г; 0,08 % сиропу для прийому всередину по 50, 60, 100, 120, 125 та 250 мл; 0,16 % сиропу по 100 і 250 мл; 0,2 % сиропу по 60 мл; розчину для перорального застосування (крапель) у флаконах по 60, 100 і 150 мл 0,08 % розчину; 0,2 % розчину по 60 мл та 1,2 % розчину по 30 і 50 мл у флаконах; 0,16 % мікстури по 30, 50, 60 і 100 мл у флаконі; 0,2 % мікстури по 60 і 100 мл; 0,08 % еліксиру у флаконах по 60, 100 і 120 мл; 0,2 % розчину для прийому всередину та інгаляцій у флаконах по 100 мл; 0,2 % розчину для ін'єкцій в ампулах по 2 мл. Бромгексин разом із гвайфенезином, сальбутамолом і ментолом входить до складу комбінованого препарату «Аскорил експекторант»., а з гвайфенезином та сальбутамолом до складу препарату «Аскорил». Бромгексин разом із сальбутамолом і фенілефрином входять до складу комбінованого препарату «Інстаріл експекторант». Бромгексин із сальбутамолом входять до складу комбінованого препарату «Сальмодил».

## Застосування у ветеринарії
Бромгексин застосовується у ветеринарії для лікування захворювань дихальної системи в котів, собак, дрібних ссавців, птахів і декоративних плазунів. Для ветеринарного використання бромгексин випускається в ампулах із вмістом бромгексину 2 або 4 мг/мл; таблеток і драже по 0,004 та 0,008 г; сиропу та мікстури із вмістом бромгексину 4 мг на 5 мл препарату.